# Джеймс, Джулиус
Джулиус Джеймс (англ. Julius James; род. 9 июля 1984 года, Мэлони-Гарденс, Тринидад и Тобаго) — тринидадский футболист, защитник.

## Карьера
Во время учёбы в Коннектикутском университете в 2004—2007 годах Джеймс играл за университетскую футбольную команду.
На Супердрафте MLS 2008 тринидадец был выбран в первом раунде под девятым номером канадским «Торонто».
15 декабря 2008 года Джеймс с доплатой распределительных средств был обменян в «Хьюстон Динамо» на Дуэйна Де Розарио.
В августе 2009 года был обменян в «Ди Си Юнайтед» на драфт-пик. В феврале 2011 года «Ди Си Юнайтед» отчислил Джеймса.
28 февраля 2011 года подписал контракт с «Коламбус Крю».
В 2013—2016 годах играл за клубы Североамериканской футбольной лиги: «Каролина Рэйлхокс», «Сан-Антонио Скорпионс» и «Форт-Лодердейл Страйкерс».
В 2017 году защитник на время возвращался на родину, проведя две игры за клуб «Сентрал».
16 марта 2017 года подписал контракт с клубом USL «Сакраменто Рипаблик». 16 августа 2017 года контракт клуба и игрока был расторгнут по обоюдному согласию, в составе «Рипаблик» Джеймс провёл 653 минуты в восьми матчах.

## Сборная
В 2001 году Джулиус Джеймс в составе юношеской сборной Тринидада и Тобаго принимал участие на домашнем Чемпионате мира среди юношеских команд. За национальную сборную страны защитник выступал с 2008 по 2011 год. Всего за тринидадцев он провёл 16 игр.

## Достижения
- Чемпион Тринидада и Тобаго (2): 2016/17, 2017.